# جب جنين
جب جنين هي إحدى القرى اللبنانية من قرى قضاء البقاع الغربي في محافظة البقاع.
تبعد جب جنين 68 كلم عن بيروت وترتفع 930م عن سطح البحر وتمتد على مساحة 15.75 كلم.
تعتبر جب جنين من اكبر البلدات في البقاع الغربي وبسبب كبرها وموقعها في وسط القضاء أصبحت مركزاً تجارياً ومصرفيا لمنطقة البقاع الغربي حيث يوجد فيها حوالي ( 400 ) مؤسسة اقتصادية بين صغيرة ومتوسطة بألاضافة الى عدة مصارف وهي ايضاً مركز القضاء شتاءً فيها سراي حكومي وسرية لقوى الامن الداخلي وقيادة لواء للجيش اللبناني - تعتبر جب جنين من اهم القرى البقاعية من حيث عدد المدارس فهناك في جب جنين ثلاثة مدارس رسمية وثلاثة مدارس خاصة وايضاً يوجد في جب جنين جامعة الحريري الكندية ومعهد مهني ويوجد في جب جنين مستشفى خاص بالاضافة الى وجود مركز للصليب الاحمر اللبناني ومركز للدفاع المدني – وعدة جمعيات اجتماعية ورياضية وكشفية كنادي شباب البقاع وجمعية صدى وكشافة لبنان المستقبل والكشاف المسلم.
تعتمد جب جنين في اقتصادها على التجارة والخدمات وبعض عائدات المغتربين حيث يوجد العدد الاكبر منهم في كندا – بالاضافة الى وجود عدد كبير من الموظفين الحكوميين – يوجد في جب جنين عدة مطاعم وأماكن للترفيه ومدينة ملاهي على مستوى عال بالمنطقة تشكل متنفساً لأهالي جب جنين والقرى المجاورة في البقاع الغربي وراشيا بالاضافة الى ملعب بلدي ومنتزه لايقل عدد زائريه يومياًعن ال 500 شخص. اللقب: يبرق مفلّش 

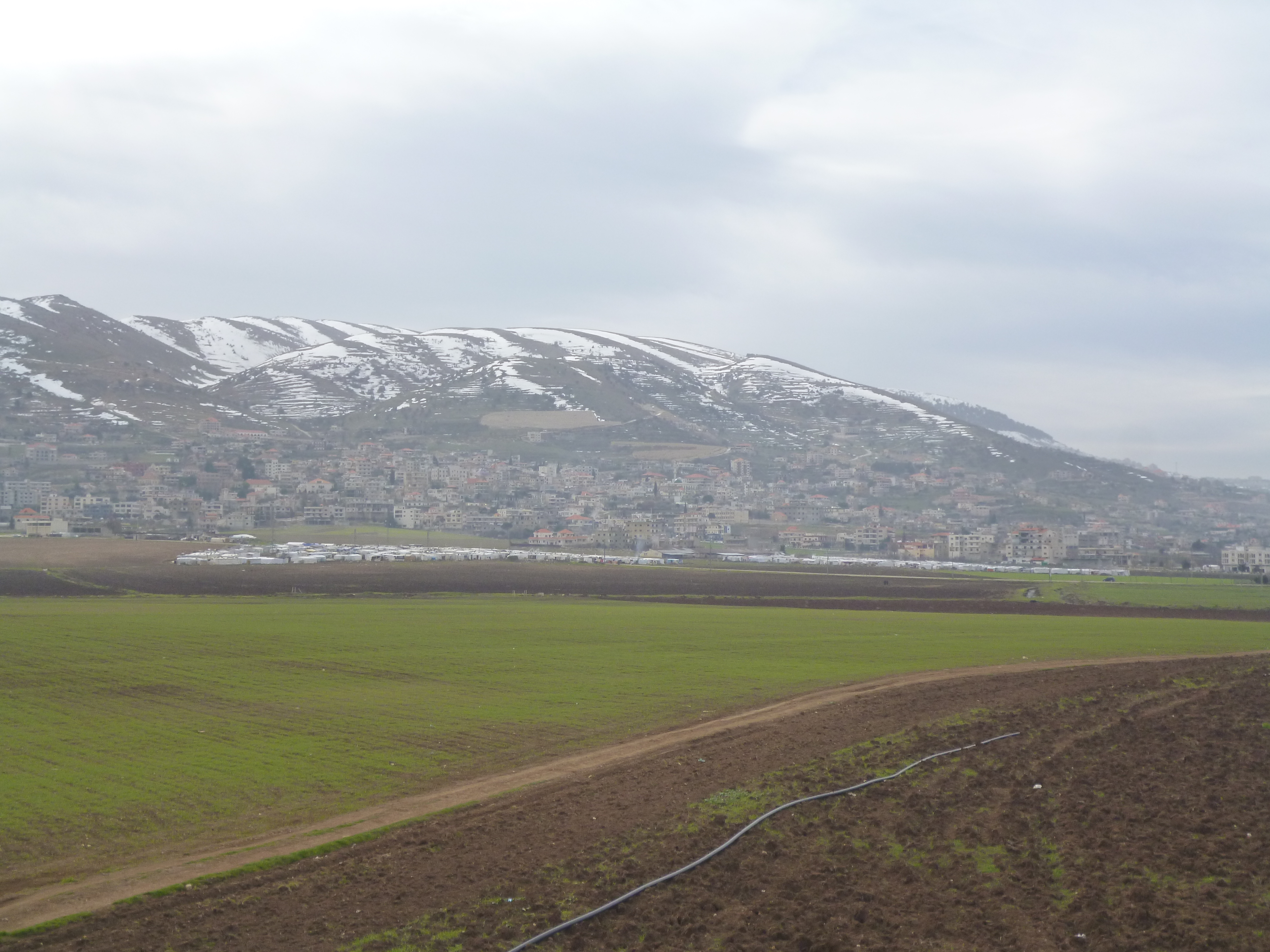
جب جنين. يناير 2015.

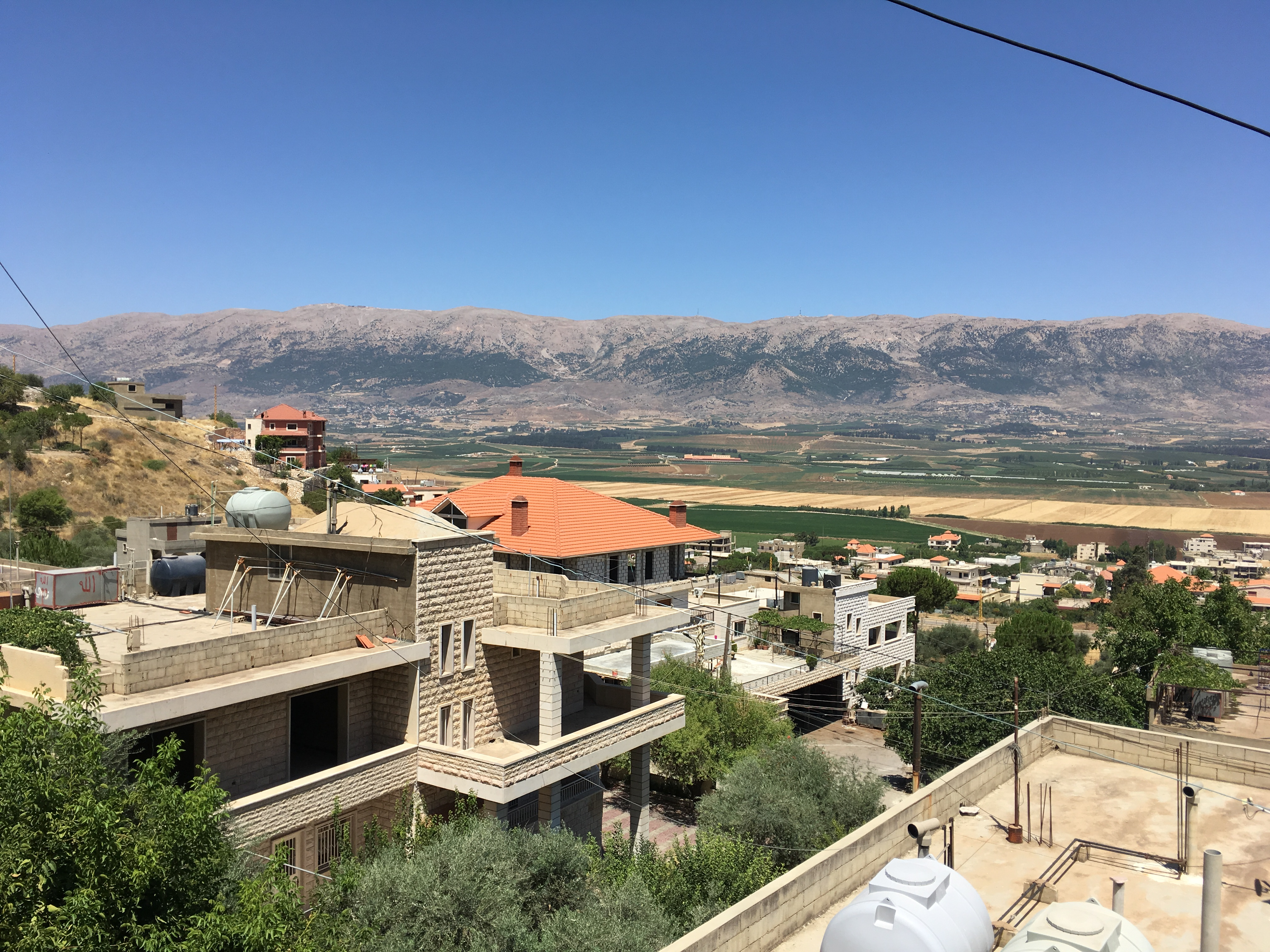
منظر لوادي البقاع من منطقة جب جنين السكنية (تم الالتقاطه في تموز/يوليو 2016)

تحيط بجب جنين عدد من القرى. من الجنوب قرية لالا, ومن الشمال قرية غزة, ومن الشرق قرية كامد اللوز, ومن الغرب قرية كفريا المشهورة بكرم الخمر. 

## تاريخ
في عام 1838, أشار إيلي سميث إلى جب جنين باعتبارها قرية مسلمة سنية في وادي البقاع.

## المواقع الأثرية
- جب جنين الأول هو موقع سطحي صغير ظهر إلى السطح من خلال نشاط التآكل لمجرى مائي. يقع 8 كم شمال شرق القرعون في سلسلة من السفوح, 1 كم شمال قرية صغيرة تسمى الجبل الغربي, بين مسارين, غرب كوت 878 بحوالي 200 م. تم العثور على الموقع من قبل دوبرتريت مع مجموعة تضم هنري فليش وموريس تالون الموجودة الآن في متحف عصور ما قبل التاريخ اللبناني في جامعة القديس يوسف. تضمنت أدوات الصوان الموجودة في الموقع قطعًا ثنائية الوجوه وقطعًا خشنة يُقترح أنها تعود إلى العصر الأشوليني.[7][8][9]

- جب جنين الثاني الذي اكتشف لأول مرة على يد م. بيلو في عام 1957. ثم زاره بعدها عدد من المختصين في عصور ما قبل التاريخ، وجمعوا عدداً كبيراً من الأدوات الحجرية التي تم نقلها إلى مخبر ما قبل التاريخ في جامعة سان جوزيف في بيروت. بدأت الأعمال الأثرية المنظمة في الموقع في عام 1966م من خلال القيام بدراسة جيومورفولوجية لسهل البقاع اللبناني ساعدت على فهم طبيعة المواقع الأثرية في هذه المنطقة؛ ولا سيما موقع جب جنين (2) الذي تبين من خلال الدراسة أن أدواته الحجرية منتشرة على مساحة عدة هكتارات على الضفة اليمنى لنهر الليطاني، ضمن التشكيلات الجيومورفولوجية العائدة إلى عصر البليستوسن الأوسط. في عام 1968م تم سبر الموقع في المنطقة التي تم العثور فيها على أعداد كبيرة من الأدوات الحجرية المجموعة من خلال المسح السطحي للموقع، ونقلت جميع الأدوات الحجرية المكتشفة إلى مخبر ما قبل التاريخ في جامعة سان جوزيف في بيروت.تشير نتائج الدراسات إلى أن إنسان الهومواركتوس قد صنع أدواته الحجرية في هذا الموقع من الصوان المحلي المتوفر في المناطق المجاورة للموقع، ذي الألوان المتدرجة من الرمادي إلى الزهري، والذي يتميز بنوعيته الجيدة بالتصنيع. عثر في هذا الموقع على 1701 لقية حجرية؛ منها 152 نواة و 1549 دعامة مستخرجة من هذه النوى، حيث تم تحويل 743 دعامة (قطع صوانية مستخرجة من النواة) إلى أدوات، وبقي 806 دعامات خاماً.تتميز النوى التي عثر عليها في هذا الموقع بكبر حجمها، وقد استخرج منها الإنسان الدعائم بوساطة تقنية التقصيب أحادية القطب على نحو أساسي (79 نواة)، ولكنه استخدم أيضاً تقنية التقصيب ثنائية القطب (34 نواة) على نحو ثانوي ومتمم للتقنية الأولى، كما يُلاحظ أيضاً أن إنسان الهوموإركتوس استخدم وعلى نحو محدود التقنية اللفلوازية في تصنيع أدواته في هذا الموقع، وهي التقنية التي استخدمها الإنسان العاقل القديم وإنسان النياندرتال في تصنيع أدواته الموستيرية طوال فترة الباليوليت الأوسط (من نحو 220 إلى نحو 45 ألف سنة قبل الميلاد)، وهذا يدل على أن إنسان الهومواركتوس هو من أوجد هذه التقنية وليس الإنسان العاقل القديم وإنسان النياندرتال، وتعود هذه التقنية، بجذورها إلى الآشولي الأوسط أي إلى نحو نصف مليون سنة قبل الميلاد.إن الدعائم المستخدمة في تصنيع الأدوات هي على نحو أساسي نصال ورقائق إضافة إلى الكتل الصوانية المحضرة لتصنيع الفؤوس، استخدم الإنسان هذه الدعائم على نحو أساسي لتصنيع الأدوات المعروفة في المرحلة الوسطى من الثقافة الآشولية وهي أدوات شبه كروية الشكل متعددة السطوح، وأدوات ثلاثية السطوح، وفؤوس طولانية وفؤوس بيضوية، وقواطع، إضافة إلى أدوات مسننة ومقاحف مصنعة على رقائق.تشير نتائج الدراسات إلى أن الصناعات والأدوات الحجرية المكتشفة في هذا الموقع مشابهة للصناعات والأدوات المكتشفة في موقع اللطامنة الواقع على نهر العاصي، والذي يعود إلى الآشولي الأوسط، ولكن موقع جب جنين أقدم منه بقليل. وتشير هذه الدراسات أيضاً إلى أن موقع جب جنين (2) يشكل جسراً بين موقع عبيد في فلسطين وموقع اللطامنة في سورية، وأن إنسان الهومواركتوس قد عاش في المنطقة الممتدة من وادي الأردن مروراً بوادي الليطاني وصولاً إلى وادي العاصي، وهي المناطق التقليدية للثقافة الآشولية منذ نحو نصف مليون سنة قبل الميلاد.[10]

وقد صنفها هنري فليش ضمن العصر الحجري الحديث. تقع على الضفة اليمنى لنهر الليطاني شمال غرب القرية, على بعد 100 م من النهر و100 م شرق كوت 861. تم جمع كمية وفيرة من الأدوات الصوانية بما في ذلك تسعمائة وأربعة وأربعون أداة ومائة واثنان وخمسون نواة. تم تصنيف هذه الصناعة لأول مرة على أنها من العصر الحجري القديم من قبل لورين كوبلاند وبيتر ويسكومب. تم العثور على صناعات أثرية متخصصة للغاية لأدوات الصوان الكروية وثلاثية السطوح في الموقع ونشرها فليش في عام 1960, والتي أطلق عليها كوبلاند ووسكومب اسم العصر الحجري الحديث ثلاثي السطوح. لم يتوافر سوى القليل عن هذه الصناعة أو عن الأشخاص القدماء الذين كانوا يستخدمون هذه المعاول الصخرية الضخمة في هذه المنطقة أو فيما كانوا يستخدمونها.
لمواد من جب جنين الثاني تم وصفها بواسطة لورين كوبلاند بأنها :
"فريدة من نوعها في لبنان ما عدا بعض القطع في مواقع أخرى و تحوي أدوات مصنعة لأهداف مخصوصة."
- جب جنين الثالث (الحدائق) هو موقع من العصر الحجري الحديث الثقيل لحضارة القرعون, 1.5 كيلومتر (0.93 ميل) جنوب القرية على طول المنحدرات الشديدة وحول المنازل. اكتشفه هنري فليش وموريس تالون في عام 1957. تم استخراج كمية وفيرة من المواد, والتي تضمنت العديد من الرقائق والشفرات الكبيرة بالإضافة إلى سلسلة من الأربطة والكاشطات الدقيقة الموجودة الآن في متحف عصور ما قبل التاريخ اللبناني في جامعة القديس يوسف. لم يتم العثور على ادوات كبيرة في هذا الموقع. وقد يمتد الموقع عبر المناطق التي تحولت الآن إلى حدائق. تمت تغطيتها بالمحاصيل عام 1966. [15]

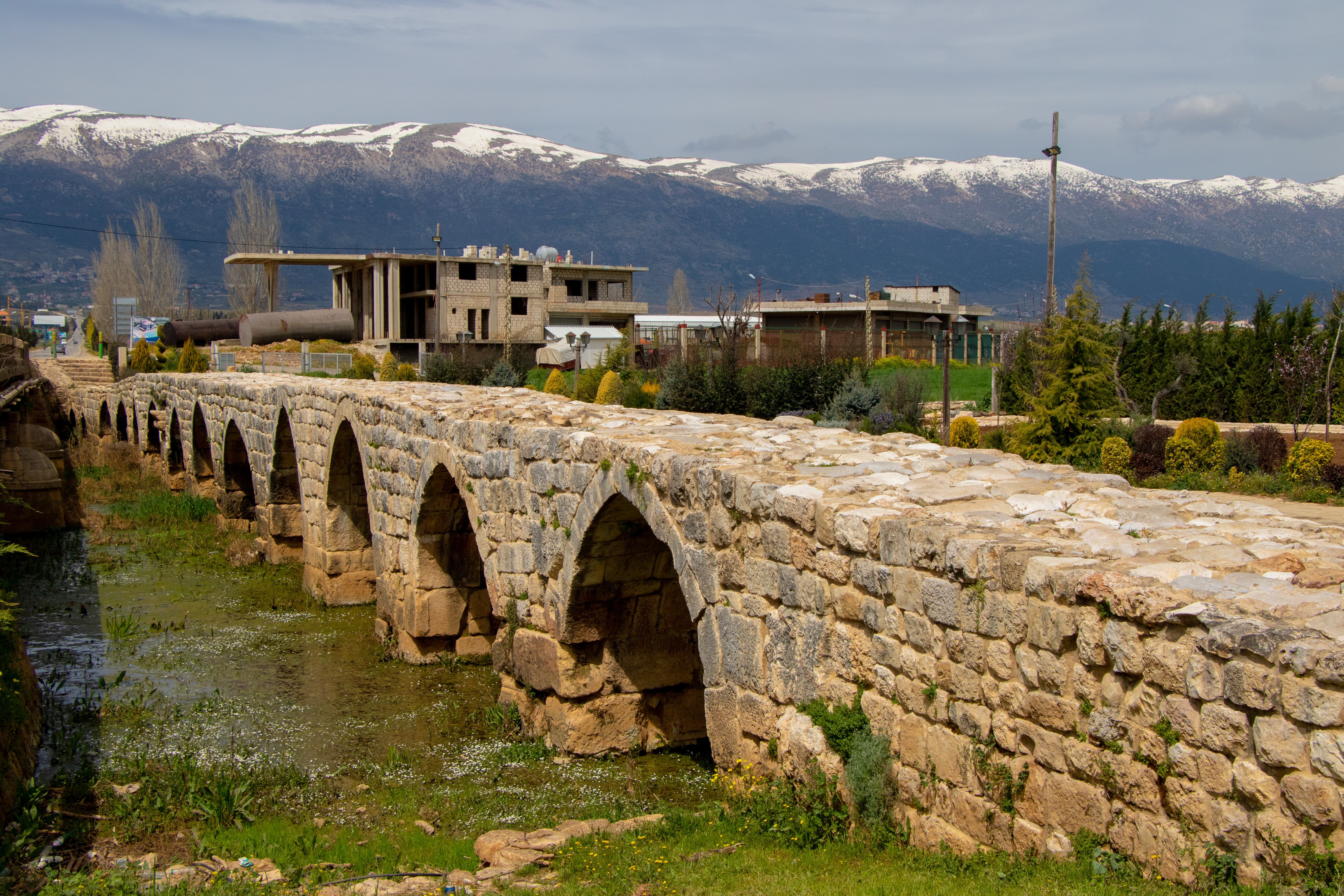
الجسر الروماني في يوب جنين بعد إعادة بنائه.

- يقع في الجهة الغربية لجب جنّين جسر قديم يعود إنشاؤه إلى الحقبة الرومانية، مؤلف من أربعة عشر قنطرة، خمسة منها لا تزال مطمورة تحت التراب.

يقول أحد الأشخاص المعمّرين أنه كان على هذا الجسر لوحة رومانية فقدت أثناء الحرب اللبنانية، هذه اللوحة موجودة في متحف في فرنسا. ويوجد لوحة له أيضا رسمت سنة 1863 على يد الرسام الفرنسي وليم هنري برنلت.

## السياحة والحياة الليلية

### السياحة
جب جنين غير مشهورة كوجهة للسياحة. ومع ذلك, فهي موطن لأحد أقدم الجسور في لبنان, ويسمى جسر جب جنين الروماني (بني عام 704 م). انهار الجسر عام 1943, لكن أعيد بناؤه بنفس الصخور وهو حاليا مطابق للجسر الذي بناه الرومان. يقع عند مدخل جب جنين على طريق جب جنين- شتورة.

### الحياة الليلية

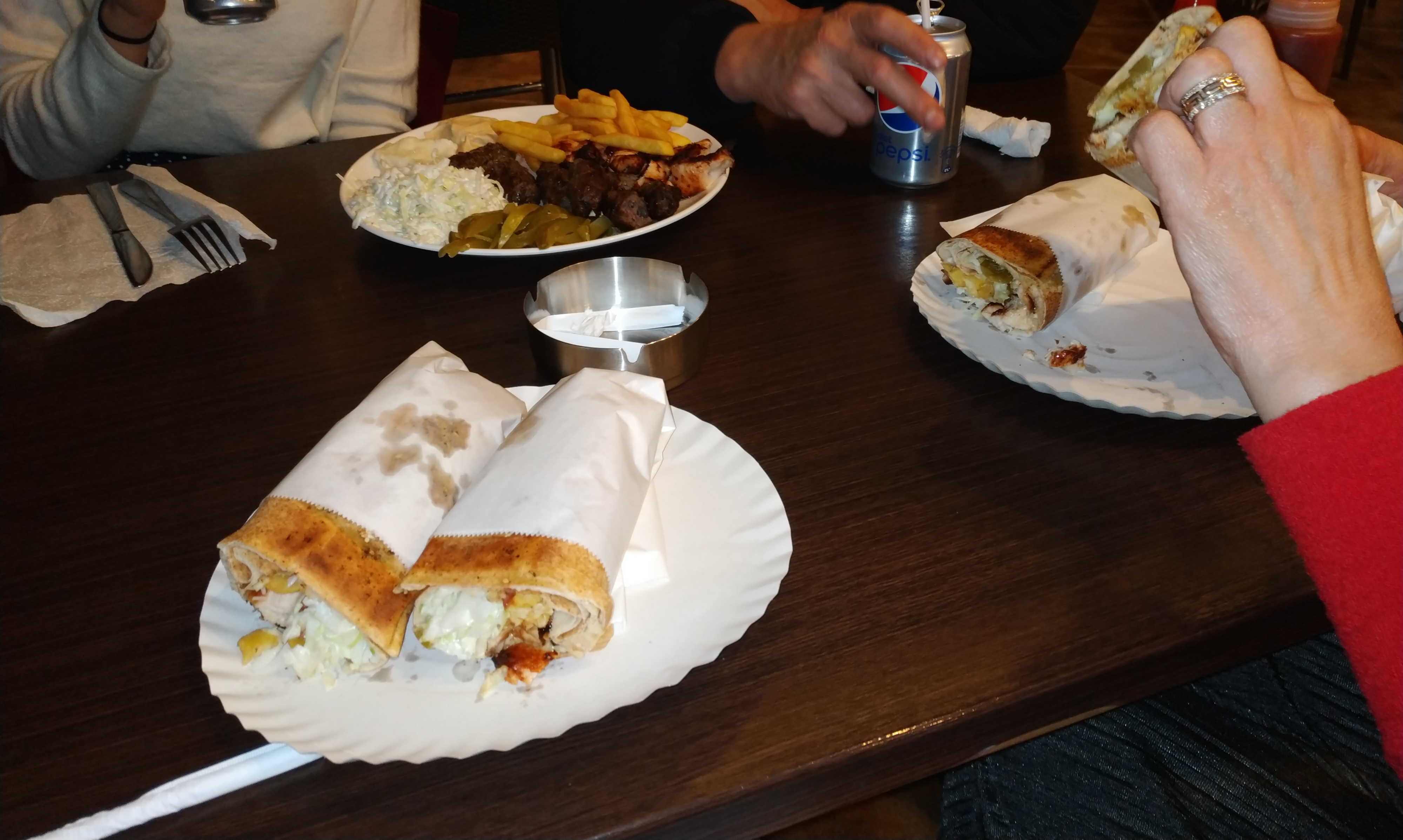
مطعم محلي يقدم لفائف البيتا والوجبات السريعة في الليل

تشتهر جب جنين بتنوع مطاعمها ومقاهيها مما يجعلها مقصداً لأغلب القرى المحيطة بها. جميع المطاعم ومطاعم الوجبات السريعة تقدم الأرجيلة (الشيشة).
الحياة الليلية موجودة ولكنها محدودة بسبب حجم المدن وبعدها عن المدن الكبرى. تقتصر الحياة الليلية على بعض الكافيتريات والبارات والمطاعم العاملة في جميع أنحاء المدينة والتي تقدم المشروبات الكحولية وأطباق الوجبات السريعة وتبقى مفتوحة بعد منتصف الليل بقليل.

## السكان
يبلغ عدد السكّان المسجّلين في جب جنين 12000 نسمة.